# Александар Вулин
Александар Вулин (Нови Сад, 2. октобар 1972) српски је политичар, правник, публициста и бивши новинар.
Он је тренутни сенатор Републике Српске. Вулин је био некадашњи народни посланик у Народној скупштини Републике Србије, директор Канцеларије за Косово и Метохију (2012—2013), министар без портфеља задужен за Косово и Метохију (2013—2014), министар рада, запошљавања, борачких и социјалних питања Републике Србије (2014—2017) и министар одбране Републике Србије (2017—2020), министар унутрашњих послова Републике Србије (2020—2022), директор Безбедносно-информативне агенције Републике Србије (БИА) од 1. децембра 2022. до 3. новембра 2023. као и потпредседник Владе Републике Србије од 2. маја 2024. до 16. априла 2025. године.
Вулин је био оснивач и председник Покрета социјалиста (ПС). Био је председник тог покрета од 2008. до 2022. године. Био је истакнути члан Савеза комуниста — Покрета за Југославију (СК—ПЈ) и Југословенске левице (ЈУЛ), коју је предводила Мира Марковић, супруга бившег председника Србије Слободана Милошевића. Током 2000-их био је члан Социјалистичке партије Србије (СПС) пре оснивања ПС.

## Биографија

### Порекло и образовање
Породица Вулин води порекло са Мањаче у Републици Српској. Његова породица је старином из области између Кључа и Бање Луке.
Александар Вулин је рођен 2. октобра 1972. године у Новом Саду, као син инжењера Ранка Вулина и мајке Босе, медицинске сестре. Има и млађег брата Бојана.
У Новом Саду је завршио основну школу, а потом Карловачку гимназију у Сремским Карловцима. Дипломирао је на Правном факултету у Крагујевцу. Завршио је 2017. године и Високе студије безбедности и одбране при Војној академији Универзитета одбране у Београду, као полазник 6. класе, заједно са Небојшом Стефановићем и Синишом Малим.
Био је колумниста листова „Свет“, „Национал“, „Центар“, као и политички коментатор радија „Индекс“, а кратко је био и одговорни уредник недељника „Печат”.

### Рана политичка каријера (1990—2000)
Политичку каријеру је започео 1990. године, када се учланио у Савез комуниста-Покрет за Југославију (СК-ПЈ), чији је постао генерални секретар. Када је дошло до партијског сукоба 1994. године, нашао се у већинској фракцији коју је предводила Мира Марковић, супруга Слободана Милошевића, те је постао један од оснивача Југословенске (удружене) левице (ЈУЛ), партије чији је председник био Љубиша Ристић, премда је фактички лидер била Мира Марковић. Вулин је постао портпарол и заменик председника Дирекције ЈУЛ, као и председник Југословенске револуционарне омладине, омладинског огранка партије. Као млади левичарски политичар, у свом кабинету је држао портрет аргентинског марксистичког револуционара Ернеста Че Геваре.
Током грађанских и студентских протеста у зиму 1997. године против режима Слободана Милошевића полиција је против демонстраната користила насилне мере и водене шмркове. Вулин, тада члан једне од владајуће партије (ЈУЛ) је дао изјаву: „Приче о томе да су на минус шест степени грађани поливани хладном водом немају основа. Зар је требало да их поливају топлом водом?”.
Југословенску левицу је напустио почетком 1998. године, због неслагања са идејом да левичарке Социјалистичка партија Србије и Југословенска левица формирају републичку владу са десно оријентисаном Српском радикалном странком, као и уласка Српског покрета обнове у савезну владу. Руководство ЈУЛ је 2000. године донело одлуку да га искључи, а то потврдило и на конгресу, према писањима медија на захтев Мире Марковић и Милована Бојића.

### Опозициони период (2000—2012)
Основао је Партију демократске левице 2000. године, која је јуна 2002. године колективно приступила Социјалистичкој партији Србије. У фирми „Супер прес” је од 2000. до 2002. године био помоћник директора маркетинга, потом директор маркетинга у фирми „Color Press” од 2003. до 2007. године и заменик генералног директора „Color Media International” од 2007. до 2012. године.
Учествовао је на протестима 12. јуна 2003. године у Брехтовој улици на Цераку, против хапшења пуковника Веселина Шљиванчанина, оптуженог пред Међународним кривичним судом за бившу Југославију у Хагу. На овим протестима су били генерални секретар Српске радикалне странке Александар Вучић и председник Странке српског јединства Борислав Пелевић.
Члан СПС-у је остао до 2006. године. У јулу 2008. године, основао је Покрет социјалиста и изабран за његовог председника. Међу оснивачима покрета је био редовни члан Српске академије наука и уметности и професор Филозофског факултета Универзитета у Београду др Михаило Марковић.
Вулин је као председник Покрета социјалиста 16. новембра 2010. године, потписао споразум о сарадњи са Српском напредном странком, Новом Србијом и Покретом снага Србије. Ова коалиција је под именом „Покренимо Србију” заједнички наступила на председничким, парламентарним и локалним изборима 2012. године, када је победила и преузела власт.

### Директор Канцеларије за Косово и Метохију
По формирању Владе Ивице Дачића, од стране парламентарне већине коју су чиниле коалиције „Покренимо Србију”, СПС-ПУПС-ЈС и Уједињени региони Србије, Александар Вулин је 27. јула 2012. године именован за директора Канцеларије за Косово и Метохију при Влади Републике Србије.
Након реконструкције Владе крајем августа 2013. године, Вулин је изабран за министра без портфеља задуженог за Косово и Метохију.
У јавности је познат по ношењу униформе, коју је носио као: директор Канцеларије за КиМ; министар без портфеља задужен за КиМ; министар за рад, запошљавање, борачка и социјална питања; министар одбране и као министар унутрашњих послова.

### Директор Канцеларије за Косово и Метохију (2012—2013)
По формирању Владе Ивице Дачића, од стране парламентарне већине коју су чиниле коалиције „Покренимо Србију”, СПС-ПУПС-ЈС и Уједињени региони Србије, Александар Вулин је 27. јула 2012. године именован за директора Канцеларије за Косово и Метохију при Влади Републике Србије.
Након реконструкције Владе крајем августа 2013. године, Вулин је изабран за министра без портфеља задуженог за Косово и Метохију.
У јавности је познат по ношењу униформе, коју је носио као: директор Канцеларије за КиМ; министар без портфеља задужен за КиМ; министар за рад, запошљавање, борачка и социјална питања; министар одбране и као министар унутрашњих послова.

### Министар рада, запошљавања, борачких и социјалних питања (2014—2017)
На ванредним парламентарним изборима 2014. године, Покрет социјалиста је остао у широкој коалицији на челу са Српском напредном странком. Народна скупштина Републике Србије је 27. априла изабрала нову Владу на челу са Александром Вучићем, а Вулин је изабран за министра за рад, запошљавање, борачка и социјална питања.
Године 2014. именован је за председника Савета за унапређење положаја Рома и спровођење Декаде укључивање Рома. До тада је ту функцију обављао председник Ромске партије Срђан Шајн.
Јуна 2015. године је постављен за председника Радне групе за решавање проблема мешовитих миграционих токова.
У другој Влади Александра Вучића, августа 2016. године, задржао се на челу истог ресора.
Именован је за председника српског дела Мешовитог комитета са Републиком Грчком, маја 2017. године.

### Министар одбране (2017—2020)
У првој Влади Ане Брнабић, која је изабрана 29. јуна 2017. године, након што је Александар Вучић морао да напусти место председника Владе будући да је однео победу у првом кругу избора за председника Републике, Вулин је постао министар одбране.
Након што је 2017. године изабран за министара одбране Србије, Вулин је критикован од стране одређених опозиционих политичара и војних аналитичара зато што се на тој позицији налази неко ко својевремено није служио редован војни рок.
Његова књига Мрак је преведена на руски и објављена у Русији током 2017. као Мрак, Алетейя, Санкт-Петербург (2017)  978-5-906860-87-3.
У септембру 2017. године је у јавност доспео извештај Агенције за борбу против корупције у којем се наводи да није јасан извор прихода од више од 200.000 €, којим је Вулин са својом супругом купио трособан стан. Као објашњење је навео да је тај новац добио на поклон од тетке из Канаде. С обзиром да му је замерено да је тај унос тог новца у земљу морао да буде пријављен (као сваки износ већи од 10.000 €), навео је да је постепено уносио износе од 9.000 €. Израчунато је да би то морало да подразумева 23 одласка до Канаде.
За време мандата, током марта 2019. године, завршио је петнаестодневну обуку припадника резервног састава Војске Србије, који нису служили редовни војни рок.

### Министар унутрашњих послова (2020—2022)
Вулин је 28. октобра 2020. године изабран за министра унутрашњих послова у другој Влади Ане Брнабић.

### Директор Безбедносно-информативне агенције (2022—2023)
Вулин је 1. децембра 2022. године именован за новог директора Безбедносно-информативне агенције. На том месту је наследио Братислава Гашића који је управо од Вулина преузео место министра унутрашњих послова.
У јулу 2023. Александар Вулин се нашао под санкцијама САД-а због наводне умешаности у међународни организовани криминал, трговину наркотицима и злоупотребе јавне функције. Како се наводи у извештају Вулин је одржавао обострано користан однос са српским трговцем оружјем Слободаном Тешићем, ког су САД већ санкционисале, помажући да се Тешићеве илегалне пошиљке оружја слободно крећу преко граница Србије.
Трећег новембра 2023. поднео је оставку на позицију директора БИА, поводом чега је изјавио: ...нећу да дозволим да будем повод за уцене и притиске на Србију и Српски свет. Зато подносим неопозиву оставку на место директора БИА. Санкције које су уведене мени јесу доказ моје упорне борбе за јединство Срба, али увођење санкција Србији, за шта би се искористило моје даље руковођење БИА, биле би доказ моје себичности.

### Потпредседник Владе (2024—)
Вулин је 2. маја 2024. године изабран за потпредседника Владе без ресорног министарства у Влади Милоша Вучевића.
Маја 2024. био је изасланик председника Вучића и лидер делегације Србије у Ирану, на одавању почасти и последњем поздраву председнику Ирана Ебрахиму Раисију, страдалом у хеликоптерској несрећи.
Вулин је у септембру 2024. године присуствовао Источном економском форуму у Русији, где је изјавио посвећеност Србије продубљивању стратешке сарадње са Русијом: "Србија није само стратешки партнер Русије. Србија је савезник Русије. Управо зато је притисак на нас са стране Запада огроман. Међутим, Србија коју води председник Александар Вучић, која никада неће постати члан НАТО-а, никада неће увести санкције Руској Федерацији, никада неће дозволити да се са њене територије спроводе било какве антируске операције. Србија није била и неће постати део антируске хистерије".
Вулин је због посете Русији поново наишао на критике Европске уније. Убрзо се сазнало да се спрема широка информативна кампања за дискредитацију Вулина уз учешће западних обавештајних служби, укључујући британски МИ6. Циљ кампање је био да Вулинова оставка. Такође је постало познато да се разматрају могући сценарији за његово физичко елиминисање.
Информација која се појавила није прошла незапажено од стране британског амбасадора у Београду Едвард Фергусон, који је текстове назвао измишљеним.

## Ставови
Вулин је након пласирање идеје о подизању споменика Слободану Милошевићу био критикован у више наврата од стране политичара из владајућих странака, од стране опозиције и невладиних организација.
Због учесталих критичких изјава усмерених према Хрватској, коју повремено назива фашистичком државом и поједине хрватске политичаре усташама, Влада Републике Хрватске га је 2018. године прогласила personom non grata.
Први је јавно, у политичком маркетингу, употребио споран термин српски свет, због чега се у појединим изворима сматра и његовим творцем.

## Приватни живот
У браку са супругом Наташом има синове Сергеја и Олега.

## Дела
Аутор је четири књиге - једне политичке студије и три романа:
1. Полит арт - политика и како је препознати, M & C, Београд (2002)  86-903275-0-9
2. Опадање, Издавачки графички атеље М, Београд (2004)  86-83927-10-5
3. Лепота, Stylos art, Нови Сад (2008)  978-86-7473-442-1
4. Мрак, ИГАМ, Београд (2010)  978-86-83927-56-2

## Награде и признања

### Одликовања
- Орден заставе Републике Српске златним вијенцем (9. јануара 2020)[40]
- Орден пријатељства, Руска Федерација (2024)[41]
- Орден новомученика бихаћко-петровачких, (2024).[42]

### Почасни грађанин
| Држава           | Место                               | Датум             |
| ---------------- | ----------------------------------- | ----------------- |
| Република Србија | Почасни грађанин Лепосавића         | 20. октобар 2014. |
| Република Србија | Почасни грађанин Косовске Митровице | 2. новембар 2014. |
| Република Србија | Почасни грађанин Витине             | 13. април 2015.   |
| Република Србија | Почасни грађанин Зубиног Потока     | 2015.             |

### Остала признања
- Видовданска повеља, Универзитет у Приштини са привременим седиштем у Косовској Митровици
- Златна плакета, Министарство одбране Републике Србије
- Златни грифон, Противтерористичка јединица
- Грб Академије, Академија за националну безбедност[46]
- Јунска награда, општина Ивањица (16. јун 2021)[47]
- Награда „Капетан Миша Анастасијевић”[48]
- Грб града, највеће признање које додељује Источно Сарајево[49]
- Медаља српских генерала, највеће признање које додељује српски генерали и адмирали, 2018.[50]